# Daniele Massaro
Daniele Massaro (Monza, 1961. május 23. –) olasz labdarúgócsatár. Pályafutását középpályásként kezdte, majd Arrigo Sacchi ideje alatt vált szélső csatárrá vagy szélsővé, későbbi karrierje során szinte csak csatár volt, a legtöbbször Fabio Capello idején volt eredményes gólszerző.
Massaro az AC Milanban szerzett magának hírnevet, a klub színeiben több mint 300 meccsen játszott. Az 1993–1994-es UEFA-bajnokok ligája-döntőjében két fontos gólt lőtt az FC Barcelona ellen, 4–0-ra nyertek. Az 1993–1994-es Serie A-szezonban házi gólkirály volt, bajnoki címhez segítve a Milant.
Meglepetésre mindössze 15 olasz válogatottsággal rendelkezik, 1982 és 1994 közti Azurri-beli karrierje több mint egy évtizedet ölel fel. 21 évesen ott volt az 1982-es spanyolországi világbajnokságot megnyerő olasz csapatban, pályára nem lépett. Az 1994-es labdarúgó-világbajnokságon Olaszország 7 meccséből 6-on pályára lépett, az Amerikai Egyesült Államokban rendezett torna Mexikó elleni meccsén be is talált. A brazilok elleni vesztes döntőben kihagyott egy egy az egy elleni helyzetet, majd a büntetőpárbajban kihagyta tizenegyesét.
Miután 1995-ben távozott az AC Milantól, egy évet a japán élvonalbeli Shimizu S-Pulse csapatában játszott.
Éveken át volt az olasz strandlabdarúgó-válogatott csapatkapitánya.
Visszavonulása után az AC Milannal dolgozik public relations managerként.